# Liste der denkmalgeschützten Objekte in St. Anton an der Jeßnitz
Die Liste der denkmalgeschützten Objekte in St. Anton an der Jeßnitz enthält die 16 denkmalgeschützten, unbeweglichen Objekte der Gemeinde St. Anton an der Jeßnitz.

## Denkmäler
| Foto |                 | Denkmal                                                                             | Standort                                                                         | Beschreibung | Metadaten |
| ---- | --------------- | ----------------------------------------------------------------------------------- | -------------------------------------------------------------------------------- | --- | --- |
| ja   | Datei hochladen | Einstiegskammer 53 HERIS-ID: 111582 Objekt-ID: 129533seit 2012                      | Gnadenberg 19, in der Nähe Standort KG: Gärtenberg                               | Die II. Wiener Hochquellenwasserleitung ist eine 183 Kilometer lange Trinkwasser-Versorgungsleitung für die Stadt Wien. Sie wurde auf Betreiben von Karl Lueger errichtet und nach zehnjähriger Bauzeit am 2. Dezember 1910 als II. Kaiser-Franz-Josef-Hochquellenleitung eröffnet. | BDA-Hist.: Q37825158 Status: Bescheid Stand der BDA-Liste: 2025-06-30 Name: Einstiegskammer 53 GstNr.: 3251/1                                                                                 |
| ja   | Datei hochladen | Luegeraquädukt HERIS-ID: 111581 Objekt-ID: 129532seit 2012                          | Standort KG: Gärtenberg                                                          | Das Luegeraquädukt überbrückt das Tal der Jessnitz. Mit einer Länge von 271 m und einer Höhe von 22 m ist es das längste Aquädukt der II. Wiener Hochquellenwasserleitung. Die 14 Bogenstellungen weisen eine Spannweite von 10 bis 30 m auf. Das Aquädukt befindet sich in der Gemeinde Scheibbs und den Katastralgemeinden St. Anton an der Jeßnitz und Gärtenberg in der Gemeinde St. Anton an der Jeßnitz. | BDA-Hist.: Q37825146 Status: Bescheid Stand der BDA-Liste: 2025-06-30 Name: Luegeraquädukt GstNr.: 3226/1, 3251/1, 3226/2                                                                     |
| ja   | Datei hochladen | Einsteigturm 51, Kanalbrücke Sulzgraben HERIS-ID: 111577 Objekt-ID: 129524seit 2012 | Standort siehe Beschreibung KG: Grafenmühl                                       | Die beiden geschützten Bauwerke der II. Wiener Hochquellenwasserleitung sind der Einsteigturm 51 (Lage) und die Kanalbrücke Sulzgraben (Lage). | BDA-Hist.: Q37825097 Status: Bescheid Stand der BDA-Liste: 2025-06-30 Name: Einsteigturm 51, Kanalbrücke Sulzgraben GstNr.: 2519, 2166/1 Hochquellenwasserleitung in St. Anton an der Jeßnitz |
| ja   | Datei hochladen | Übelbachgrabenkreuz HERIS-ID: 23739 Objekt-ID: 20101                                | bei Kniebichl 1 Standort KG: St. Anton an der Jeßnitz                            | Das Übelbachgrabenkreuz ist ein achteckiger Pfeiler aus der ersten Hälfte des 16. Jahrhunderts mit genastem Sockel, der einen auf die Barockzeit datierten Quaderaufsatz mit Steinverdachung trägt. | BDA-Hist.: Q37878525 Status: Bescheid Stand der BDA-Liste: 2025-06-30 Name: Übelbachgrabenkreuz GstNr.: 2776                                                                                  |
| ja   | Datei hochladen | Pfarrhof HERIS-ID: 23731 Objekt-ID: 20093                                           | Sankt Anton an der Jeßnitz 3 Standort KG: St. Anton an der Jeßnitz               | | BDA-Hist.: Q37878406 Status: § 2a Stand der BDA-Liste: 2025-06-30 Name: Pfarrhof GstNr.: .3                                                                                                   |
| ja   | Datei hochladen | Gemeindeamt HERIS-ID: 23732 Objekt-ID: 20094                                        | Sankt Anton an der Jeßnitz 5 Standort KG: St. Anton an der Jeßnitz               | | BDA-Hist.: Q37878421 Status: § 2a Stand der BDA-Liste: 2025-06-30 Name: Gemeindeamt GstNr.: .7/1                                                                                              |
| ja   | Datei hochladen | Heimatmuseum, sog. Töpper´sche Bruderlade HERIS-ID: 23733 Objekt-ID: 20095          | Sankt Anton an der Jeßnitz 12 Standort KG: St. Anton an der Jeßnitz              | Ein hakenförmiger zweigeschoßiger Bau mit einer Kernsubstanz um 1600. 1869 kaufte der Hammerherr (Eisenwerksbesitzer) Andreas Töpper die ehemalige Gewehrfabrik und richtete darin in der Tradition einer „Bruderlade“ ein Heim für alte und kranke Mitarbeiter ein. Seit September 1998 ist im Erdgeschoß ein historisches Museum untergebracht. | BDA-Hist.: Q37878435 Status: Bescheid Stand der BDA-Liste: 2025-06-30 Name: Heimatmuseum, sog. Töpper´sche Bruderlade GstNr.: .15/1                                                           |
| ja   | Datei hochladen | Bruderladkapelle HERIS-ID: 23734 Objekt-ID: 20096                                   | Sankt Anton an der Jeßnitz 24 Standort KG: St. Anton an der Jeßnitz              | Ein neugotischer, materialsichtiger Giebelbau aus dem Jahr 1865. Im Inneren befindet sich ein Baldachinaltar mit einer Maria-Immaculata-Statue. | BDA-Hist.: Q37878449 Status: Bescheid Stand der BDA-Liste: 2025-06-30 Name: Bruderladkapelle GstNr.: .15/7                                                                                    |
| ja   | Datei hochladen | Jeßnitzbrücke HERIS-ID: 31856 Objekt-ID: 28851                                      | Sankt Anton an der Jeßnitz 11, bei Standort KG: St. Anton an der Jeßnitz         | Die stichbogig unterwölbte Brücke wurde 1868 aus Bruchstein errichtet. Das Brüstungsgitter besteht aus ungebohrten Gewehrläufen zwischen runden Eckpfeilern. | BDA-Hist.: Q37944659 Status: § 2a Stand der BDA-Liste: 2025-06-30 Name: Jeßnitzbrücke GstNr.: 3238/1                                                                                          |
| ja   | Datei hochladen | Kath. Pfarrkirche hl. Antonius von Padua HERIS-ID: 23730 Objekt-ID: 20092           | Sankt Anton an der Jeßnitz 3, neben Standort KG: St. Anton an der Jeßnitz        | Die frühbarocke Hallenkirche wurde urkundlich 1683 erwähnt und 1691 geweiht. 1760 stürzte nach einem Brand der Turm und das Langhausgewölbe ein. Der Turm wurde im Anschluss nur mehr als Dachreiter wiedererrichtet. | BDA-Hist.: Q37878395 Status: § 2a Stand der BDA-Liste: 2025-06-30 Name: Kath. Pfarrkirche hl. Antonius von Padua GstNr.: .5 Pfarrkirche St. Anton an der Jeßnitz                              |
| ja   | Datei hochladen | Kalvarienberg HERIS-ID: 23735 Objekt-ID: 20097                                      | Sankt Anton an der Jeßnitz 1, bei Standort KG: St. Anton an der Jeßnitz          | Die zwölfte Station des bei der Kirche beginnenden Kreuzwegs ist eine spätbarocke Rundkapelle aus dem Jahr 1737. Im Inneren befindet sich eine Darstellung der Kreuzigung Christi mit den beiden Schächern. Lebensgroße Statuen über dem heiligen Grab zeigen die Heiligen Maria, Johannes und Magdalena. | BDA-Hist.: Q37878461 Status: § 2a Stand der BDA-Liste: 2025-06-30 Name: Kalvarienberg GstNr.: .55                                                                                             |
| ja   | Datei hochladen | Friedhof mit Kriegerdenkmal HERIS-ID: 23736 Objekt-ID: 20098                        | Sankt Anton an der Jeßnitz 34, in der Nähe Standort KG: St. Anton an der Jeßnitz | Der Friedhof wurde nach 1785 angelegt. 1930 wurde das Friedhofsportal als Denkmal für die Gefallenen und Vermissten des Ersten Weltkrieges gestaltet. | BDA-Hist.: Q37878471 Status: § 2a Stand der BDA-Liste: 2025-06-30 Name: Friedhof mit Kriegerdenkmal GstNr.: 2668                                                                              |
| ja   | Datei hochladen | Fußgängerbrücke HERIS-ID: 23737 Objekt-ID: 20099                                    | Sankt Anton an der Jeßnitz 34, in der Nähe Standort KG: St. Anton an der Jeßnitz | Die flachtonnenunterwölbte Brücke aus Bruchstein, die über die Jessnitz zum Friedhof führt, wurde vermutlich Ende des 18. Jahrhunderts errichtet. | BDA-Hist.: Q37878486 Status: § 2a Stand der BDA-Liste: 2025-06-30 Name: Fußgängerbrücke GstNr.: 3238/1                                                                                        |
| ja   | Datei hochladen | Bildstock, sog. Antoni-Kreuz HERIS-ID: 23738 Objekt-ID: 20100                       | Standort KG: St. Anton an der Jeßnitz                                            | 1644 ordnete der Prior von Gaming den Bau der Ortskirche St. Anton im Jeßnitztal an. In Zusammenhang damit ließ das Ehepaar Isaak und Aurelia Zeller die Antonisäule errichten. Der Bildstock hat einen vierseitigen Aufsatz, mit je einem Bild an jeder Seite: die Gnadenbilder von Mariazell, Sonntagberg und Maria Taferl sowie ein Bild des hl. Florian. Der Aufsatz wird von einem Zwiebelhelm bekrönt, worauf eine aus Blech gestanzte Darstellung des hl. Antonius zu sehen ist, der mit der Hand zum Antonius-Bründl zeigt. | BDA-Hist.: Q37878514 Status: § 2a Stand der BDA-Liste: 2025-06-30 Name: Bildstock, sog. Antoni-Kreuz GstNr.: 2642                                                                             |
| ja   | Datei hochladen | Luegeraquädukt HERIS-ID: 111580 Objekt-ID: 129527seit 2012                          | Standort KG: St. Anton an der Jeßnitz                                            | Das Luegeraquädukt verbindet die Gemeinde Scheibbs und die Katastralgemeinden St. Anton an der Jeßnitz und Gärtenberg (siehe dort) in der Gemeinde St. Anton an der Jeßnitz über das Tal der Jessnitz. | BDA-Hist.: Q37825126 Status: Bescheid Stand der BDA-Liste: 2025-06-30 Name: Luegeraquädukt GstNr.: 3220/8, 3220/6, 3221/1, 3239                                                               |
| ja   | Datei hochladen | Bahnhof Winterbach HERIS-ID: 206303seit 2021                                        | Wohlfahrtsschlag 33 Standort KG: Wohlfahrtsschlag                                | Der Bahnhof der Mariazellerbahn wurde 1911 eröffnet und von Emil Hoppe, Marcel Kammerer und Otto Schönthal geplant. | BDA-Hist.: Q107487413 Status: Bescheid Stand der BDA-Liste: 2025-06-30 Name: Bahnhof Winterbach GstNr.: .96 Bahnhof Winterbach                                                                |